# Veit Valentin (Historiker)

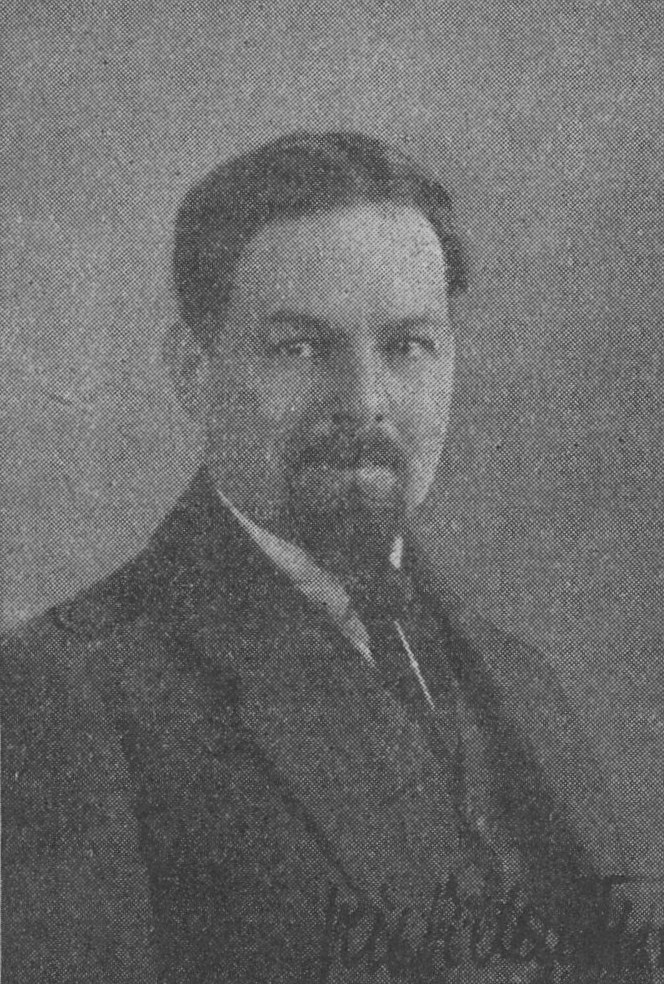
Veit Valentin, um 1927

Veit Rudolf Valentin (geboren 25. März 1885 in Frankfurt am Main; gestorben 12. Januar 1947 in Washington, D.C.) war ein deutsch-britischer Historiker und Archivar.

## Leben
Veit Rudolf Valentin war Sohn des als Goetheforscher und Kunsthistoriker hervorgetretenen Gymnasialprofessors Veit Valentin (1842–1900). Seine Mutter Caroline Valentin (geborene Pichler, 1855–1923, Tochter des Architekten Oskar Pichler) war Musikhistorikerin, die besonders zur Regionalgeschichte Frankfurts arbeitete.
Nach dem Abschluss des Gymnasiums studierte Valentin Geschichte. Bereits als 21-Jähriger wurde er an der Ruprecht-Karls-Universität Heidelberg bei Erich Marcks mit einer Arbeit über Frankfurt am Main vor der Revolution von 1848/1849 promoviert. 1910 habilitierte er sich mit einer Studie über Fürst Karl von Leiningen an der Albert-Ludwigs-Universität Freiburg. Dort wirkte er zunächst als Privatdozent und war für die Feierlichkeiten bei der Einweihung des neuen Kollegienhauses verantwortlich. 1916 wurde er zum außerordentlichen Professor ernannt.
Zunächst war Valentin in der Frühphase des Ersten Weltkriegs einer der Unterzeichner der Erklärung der Hochschullehrer des Deutschen Reiches vom 23. Oktober 1914 in der es heißt: „Wir Lehrer an Deutschlands Universitäten und Hochschulen dienen der Wissenschaft und treiben ein Werk des Friedens. Aber es erfüllt uns mit Entrüstung, daß die Feinde Deutschlands, England an der Spitze, angeblich zu unseren Gunsten einen Gegensatz machen wollen zwischen dem Geiste der deutschen Wissenschaft und dem, was sie preußischen Militarismus nennen. In dem deutschen Heere ist kein anderer Geist als in deutschem Volke, denn beide sind eins, und wir gehören auch dazu. […] Unser Glaube ist, daß für die ganze Kultur Europas das Heil an dem Siege hängt, den der deutsche ‚Militarismus‘ erkämpfen wird, die Manneszucht, die Treue, der Opfermut des einträchtigen freien deutschen Volkes.“
Als Valentin im weiteren Verlauf des Krieges im Auftrag des Auswärtigen Amtes nach Berlin berufen wurde, um eine Darstellung der deutschen Außenpolitik seit Otto von Bismarck zu bearbeiten, kam es zu Konflikten mit dem Alldeutschen Verband. Valentin hatte explizit vor den von Alldeutschen propagierten Eroberungsplänen gewarnt und die Vorstellungen einer „schicksalhaften Erbfeindschaft“ zwischen Deutschland und England zurückgewiesen. Massiver Druck durch Politik und die eigene Fakultät, geschürt vor allem vom Freiburger Prorektor Georg von Below, zwang ihn 1917 zum Verzicht auf seine Lehrberechtigung. Valentin erhielt daher keinen Ruf auf eine ordentliche Professur an einer deutschen Hochschule.
Ab 1918 war Valentin Mitglied der linksliberalen DDP, des Reichsbanners Schwarz-Rot-Gold und Mitarbeiter der Deutschen Liga für Menschenrechte. 1919 heiratete er Ilse von Münchhausen, ein Jahr später wurde sein Sohn Wolfgang (1920–1976) geboren. Die Ehe wurde geschieden. Während des Flaggenstreits in den 1920er Jahren argumentierte Valentin im Sinne der Weimarer Republik. Er sah als liberaler Aktivist zusammen mit seinem Parteifreund und Fachkollegen Ludwig Bergsträsser seine Aufgabe darin, auch die radikalen und pazifistischen Wurzeln in der deutschen Freiheitsgeschichte aufzuspüren, um so zur Traditionsbildung der noch jungen ersten deutschen Republik beizutragen.
Nach 1920 war er beim Reichsarchiv in Potsdam beschäftigt. Daneben konnte er Lehraufträge an der Berliner Handelshochschule und der Deutschen Hochschule für Politik wahrnehmen. In dieser Zeit arbeitete Valentin zunächst seinem akademischen Lehrer folgend biographisch über Friedrich II. von Preußen und Otto von Bismarck. Insbesondere war er einer der bedeutendsten Historiographen der Revolution von 1848/1849. Seine 1930/1931 erstmals erschienene zweibändige Geschichte der deutschen Revolution von 1848/1849 gilt heute als Standardwerk. Als wichtigen Schritt einer demokratisch orientierten Neuinterpretation dieser Zeit verknüpft er die lebensgeschichtliche Darstellung von Akteuren wie Friedrich Hecker mit deren ideengeschichtlichen Einflüssen und Werdegang bis zu den prägenden sozialen Strukturen.
Nach dem Beginn der nationalsozialistischen Diktatur in Deutschland wurde Valentin entlassen und emigrierte zunächst nach London. Er lehrte am University College und verkehrte dort im „Bavarian Circle“ um Franz Xaver Aenderl (1883–1951), zu dem auch Hermann Sinsheimer (1883–1950) und Martin Beradt (1881–1949) gehörten. Im Jahr 1939 wurde ihm die deutsche Staatsbürgerschaft entzogen, woraufhin Valentin die britische Staatsbürgerschaft erhielt und 1940 in die USA emigrierte. Dort arbeitete er an der Library of Congress und war Beauftragter der Rockefeller-Stiftung in Washington; 1946 heiratete er in zweiter Ehe Liane von Krolikiewicz, eine Rechtsanwältin aus Wien. In Amerika erschien eine dreibändige Weltgeschichte (die später auch ein- und zweibändig erschien) und im Jahr 1946 folgte als letztes Werk eine zunächst in Englisch verfasste Geschichte der Deutschen. Die deutsche Ausgabe folgte erst nach den erfolgreichen Übersetzungen ins Spanische, Schwedische und Niederländische.
Die Verbindung demokratischer Ideen der 1848er-Revolution mit nationalstaatlichen Forderungen gegen eine nationalistische Vereinnahmung der deutschen Geschichte einerseits und zugleich die Betonung von „Persönlichkeit“ und „Verantwortung“ machte Veit Valentin in der Zeit seines Wirkens (bis 1945) zum Außenseiter seiner Fachdisziplin in Deutschland.

## Schriften (Auswahl)
- Politisches, geistiges und wirtschaftliches Leben in Frankfurt am Main vor dem Beginn der Revolution von 1848/49. Union Deutscher Verlag, Stuttgart 1907 (zugleich Dissertation, Universität Heidelberg 1907; auch als: Frankfurt am Main und die Revolution von 1848/49. Cotta, Stuttgart u. a. 1908).
- Fürst Karl Leiningen und das deutsche Einheitsproblem. Cotta, Stuttgart u. a. 1910 (zugleich Habilitationsschrift, Universität Freiburg (Breisgau) 1910).
- Die Mächte des Dreiverbandes. Oldenbourg, München u. a. 1914.
- Bismarck und seine Zeit (= Aus Natur und Geisteswelt 500, ZDB-ID 516263-4). Teubner, Leipzig u. a. 1915.
- Belgien und die große Politik der Neuzeit (= Weltkultur und Weltpolitik. Deutsche und österreichische Schriftenfolge. Deutsche Folge Bd. 1, ZDB-ID 1076923-7). Bruckmann, München 1915.
- Kolonialgeschichte der Neuzeit. Ein Abriss. Mohr, Tübingen 1915.
- mit Max Frischeisen-Köhler, Joseph Jastrow, Eduard Freiherrn von der Goltz, Gustav Roloff und Franz von Liszt: Das englische Gesicht. England in Kultur, Wirtschaft und Geschichte (= Männer und Völker. Bd. 3, ZDB-ID 541981-5). Ullstein, Berlin u. a. 1915.
- Graf Reventlow als Geschichtsschreiber. In: Preußische Jahrbücher. Bd. 165, 1916, ISSN 0934-0688, S. 243–252 (Auch Sonderabdruck. Mit der Antwort des Grafen Reventlow und einem Schlußwort. Preuss, Berlin 1916).
- Entente und Neutralität. Hirzel, Leipzig 1917.
- Die 48er Demokratie und der Völkerbundgedanke (= Monographien zum Völkerbund. Bd. 2, ZDB-ID 634224-3). Engelmann, Berlin 1919.
- Die erste deutsche Nationalversammlung. Eine geschichtliche Studie über die Frankfurter Paulskirche. Oldenbourg, München u. a. 1919.
- Das erste deutsche Parlament und wir (= Deutsche Revolution. Bd. 10, ZDB-ID 1031130-0). Klinkhardt, Leipzig 1920.
- Geschichte des Völkerbundgedankens in Deutschland. Ein geistesgeschichtlicher Versuch. Engelmann, Berlin 1920.
- Deutschlands Außenpolitik von Bismarcks Abgang bis zum Ende des Weltkrieges. = Deutschlands Außenpolitik, 1890–1918. Deutsche Verlags-Gesellschaft für Politik und Geschichte, Berlin 1921.
- Baden und Preußen im Jahre 1894. In: Ludwig Bergsträsser u. a. (Hrsg.): Von staatlichem Werden und Wesen. Festschrift Erich Marcks zum 60. Geburtstage. Cotta, Stuttgart u. a. 1921, S. 103–122 (Neudruck: Scientia-Verlag, Aalen 1981, ISBN 3-511-10086-0).
- Zur Vorgeschichte des Waffenstillstandes 1918. In: Historische Zeitschrift. Bd. 134, 1926, S. 56–66.
- Die politischen Parteien in Deutschland. In: Teubners Handbuch der Staats- und Wirtschaftskunde. Abteilung 1: Staatskunde. Bd. 2, H. 1: Grundrechte und Grundpflichten, Teubner, Leipzig 1926, ZDB-ID 261598-8, S. 24–47.
- als Herausgeber: Heinrich von Treitschke: Deutsche Geschichte im neunzehnten Jahrhundert. 2 Bände. Erich Reiss, Berlin 1927.
- Friedrich der Große. Mit vielen zum Teil bisher unveröffentlichten Bildern aus der Zeit. Erich Reiss, Berlin 1927.
- mit Ottfried Neubecker: Die deutschen Farben. Geleitwort von Edwin Redslob. Quelle & Meyer, Leipzig 1929.
- Geschichte der deutschen Revolution von 1848–1849. 2 Bände. Ullstein, Berlin 1930–1931 (Neudruck. Beltz Quadriga, Weinheim u. a. 1998, ISBN 3-88679-301-X);
  - Band 1: Bis zum Zusammentritt des Frankfurter Parlaments. ausleihbar im Internet Archive.
  - Band 2: Bis zum Ende der Volksbewegung von 1849. Internet Archive.
- Das Hambacher Nationalfest (1832–1932). HPV – Historisch-Politischer Verlag, Berlin 1932 (Neudruck: Büchergilde Gutenberg, Frankfurt am Main u. a. 1982, ISBN 3-7632-2682-6).
- Bismarcks Reichsgründung im Urteil englischer Diplomaten. Elsevier, Amsterdam 1937.
- Weltgeschichte Völker, Männer, Ideen. Kiepenheuer & Witsch, Köln u. a. 1939 (Zugleich: Longmans, Green & Co., New York 1939; Lange, Amsterdam 1939 (in zwei Bänden)).
- Bismarck und Lasker. In: Journal of Central European affairs. Bd. 3, 1943/1944, ISSN 0885-2472, S. 400–415.
- A new world citizenship. In: Contemporary review. Bd. 166, 1944, ISSN 0010-7565, S. 212–219.
- The German people. Their history and civilization from the Holy Roman Empire to the Third Reich. Knopf, New York 1946.
- Geschichte der Deutschen. Pontes-Verlag, Berlin 1947.